# بن هنگان
بن هنگان (انگلیسی: Ben Heneghan؛ زادهٔ ۱۹ سپتامبر ۱۹۹۳) بازیکن فوتبال اهل بریتانیا است.
از باشگاه‌هایی که در آن بازی کرده‌است می‌توان به باشگاه فوتبال اورتون اشاره کرد.
وی همچنین در تیم ملی فوتبال England C بازی کرده‌است.